# Flora Osete
Florentina Osete Casas (Fuente Álamo, Murcia, 1883 – ?), conocida como Flora Osete u Ossette, fue una lexicógrafa, traductora y escritora española, coautora del Gran diccionario de la lengua castellana (1902-1932).

## Trayectoria
Lo poco que se conoce de la vida de Osete está recogido en la entrada que la Enciclopedia Espasa (t. 40, 1920: 846) incluyó en sus impresiones previas a la fusión con la editorial Calpe, ya que posteriormente fue eliminada de la misma Estudió en Cartagena y Barcelona donde colaboró con publicaciones ilustradas de moda, en particular con El salón de la moda. Realizó traducciones de obras del francés y del inglés al español, aunque su traducción más conocida, firmada como Flora Ossette, fue La mujer y el trabajo de la escritora sudafricana Olive Schreiner, que fue, en realidad, obra de su marido José Pérez Hervás.
Contrajo matrimonio en 1910 con Pérez, con el que tuvo un hijo y tres hijas: José, Magdalena, Ángela y Florita. Colaboró con él en algunas obras, entre ellas el Gran diccionario de la lengua castellana. La variante Ossete de su apellido daba un toque artístico exótico al matrimonio, y la prueba de que la familia gustaba de esta variante, es que el trío musical formado por sus hijas se presentó como Preziossette, juego de palabras fundiendo «Pérez y Ossette», y en la misma línea, su hija Ángela, compositora y pianista, adoptó el nombre profesional de Pérez Ossette.

### Traducciones
La primera traducción firmada por Osete, bajo las iniciales F. O., fue Narraciones de un cazador del escritor ruso Iván Turguénev (Editorial Ibérica, 1914). Sin embargo, la obra fue traducida en realidad por su marido, probablemente del francés o del inglés porque quería ocultar su desconocimiento del ruso, del que la obra decía estar directamente traducida. Pérez utilizó de nuevo el nombre de Osete, ligeramente transformado en Flora Ossette, para firmar la traducción de Woman & Labor de Olive Schreiner. En una época en la que era habitual que las mujeres ocultaran su nombre tras el de su marido (como en el caso de Gregorio Martínez Sierra y María Lejárraga), la motivación en este caso era de tipo comercial. Se precisaba el nombre de una mujer en portada para potenciar el texto feminista de la autora, práctica bastante habitual en la Editorial Montaner y Simón encargada de la publicación en España.

Hasta los recientes estudios de los hermanos Silva Villar, no se había puesto en duda la autoría de la traducción de Flora Ossette, ni tampoco del prólogo, notas y ensayo que la acompañan, aunque se supiera poco acerca de ella. Tanto en la traducción como en el ensayo que la acompaña, Ensayo crítico sobre un argumento de "La mujer y el trabajo", se puede ver claramente una elaboración de las ideas feministas de Schreiner, con la que la supuesta traductora coincidía plenamente. El libro tuvo buena acogida, como se desprende de una reseña que apareció en La Época, en la que no se habla en ningún momento de que estemos ante un seudónimo y en la que se vierten estas frases elogiosas:
En las páginas de tan hermosa obra no se ensalza lo que pudiera llamarse el ''marimachismo'' sufragista inglés. Lo que en ella palpita y se manifiesta con elocuencia sugestiva es la noble misión que la mujer puede y debe realizar en la colosal obra del progreso humano.
No es posible éste, si la mujer limita su existencia a ser, por decirlo así, un objeto de lujo y de placer. 
El perfeccionamiento de la Humanidad depende de la instrucción y perfeccionamiento de los dos sexos que la integran.
Tan cierto es esto, que en las sociedades en que la mujer abandona los hábitos del trabajo, y aspira sólo a triunfar por su belleza y por su lujo, surgen muy pronto la decadencia y la ruina. Con razón exclama al final del trabajo que a guisa de epílogo del libro de la escritora inglesa, publica su traductora D.ª Flora Ossete: «Bienaventuradas las mujeres que trabajan, porque de ellas es el reino del amor.»
Aunque las investigaciones han demostrado que la autoría de la traducción es de Pérez, no se descarta que Osete interviniera en el texto realizando correcciones en el mismo o incluyendo acotaciones en las notas que lo acompañan.

### Gran diccionario de la lengua española
Osete fue coautora del Gran diccionario de la lengua española, obra que fue encargada a Aniceto de Pagés, bajo cuya autoría se publicaron los dos primeros tomos en 1902 y 1904. Tras la muerte de Pagés en 1902, tras haber sacado sólo unos pocos cuadernos de la obra, el grupo editorial, bajo la dirección de Miguel Mir, se hizo cargo de la publicación de los dos primeros tomos. Mir falleció en diciembre de 1912, por lo que la obra quedó huérfana por segunda vez.
Pérez se hizo cargo de la obra y, junto con Osete ambos contribuyeron en el tomo III, con cuatro ejemplos de la letra M: montar y morisqueta, y mujer y mundo. Su labor continuó en los tomos IV y V de los que se hicieron cargo, aunque solo aparezca el nombre de él como autor responsable de la obra. Existen 511 ejemplos con los que contribuyeron: 267 firmados por Pérez y 244 por Osete. Los de ella tienen mayor peso en la obra a medida que esta va llegando al final. En los ejemplos firmados por Osete, hay una variada tipología, con especial interés los ejemplos inventados, improvisados o prefabricados, cuyo análisis demuestra y refuerza su presencia como autora en esta importante obra lexicográfica. Gracias a estos ejemplos, Osete se convirtió en la autoridad más citada del siglo XX en una obra lexicográfica, ya que ayudó a documentar vocablos de nueva creación o introducidos recientemente. La Real Academia Española (RAE) incluyó esta obra dentro de su corpus lexicográfico.